# 卢统之
卢统之（1902年—1981年），曾用名卢鸿业，男，直隶（今河北）博野人，中国纺织专家，曾任纺织工业部纺织科学研究院物理性能试验研究室主任。